# Connor Brickley
Connor Brickley, född 25 februari 1992 i Everett, är en amerikansk professionell ishockeyspelare som är kontrakterad till NHL-organisationen New York Rangers och spelar för deras farmarlag Hartford Wolf Pack i AHL.
Han har tidigare spelat på NHL-nivå för Florida Panthers och på lägre nivåer för Milwaukee Admirals, Charlotte Checkers, Portland Pirates och San Antonio Rampage i AHL, Vermont Catamounts (University of Vermont) i NCAA och Des Moines Buccaneers i USHL.

## Spelarkarriär

### NHL

#### Florida Panthers (I)
Brickley draftades i andra rundan i 2010 års draft av Florida Panthers som 50:e spelare totalt.

#### Carolina Hurricanes
Brickley blev tradad från Panthers till Carolina Hurricanes den 11 oktober 2016.

#### Vegas Golden Knights
21 juni 2017 valdes Brickley av Vegas Golden Knights i expansionsdraften.

#### Florida Panthers (II)
Brickley tradades tillbaka till sin tidigare klubb Florida Panthers den 2 juli samma år utan att ha spelat en match för Vegas eller deras farmarlag.

#### Nashville Predators
Den 1 juli 2018 skrev han som free agent på ett ettårskontrakt värt 650 000 dollar med Nashville Predators.

#### New York Rangers
Brickley blev tradad till New York Rangers den 14 januari 2019 i utbyte mot Cole Schneider.

## Privatliv
Brickley är släkt med den före detta ishockeyspelaren Andy Brickley som spelade 385 matcher i NHL mellan 1982 och 1994.

## Statistik
| 2008–2009   | Belmont Hill High      |             | 30  | 17 | 18 | 35  | 60  | —  | — | — | — | — |
| 2009–2010   | Des Moines Buccaneers  | USHL        | 52  | 22 | 21 | 43  | 68  | —  | — | — | — | — |
|             | U.S. National U18 Team |             | 14  | 2  | 5  | 7   | 6   | —  | — | — | — | — |
| 2010–2011   | Vermont Catamounts     | NCAA        | 35  | 4  | 9  | 13  | 33  | —  | — | — | — | — |
| 2011–2012   | Vermont Catamounts     | NCAA        | 23  | 9  | 3  | 12  | 16  | —  | — | — | — | — |
| 2012–2013   | Vermont Catamounts     | NCAA        | 24  | 3  | 5  | 8   | 31  | —  | — | — | — | — |
| 2013–2014   | Vermont Catamounts     | NCAA        | 35  | 5  | 10 | 15  | 49  | —  | — | — | — | — |
|             | San Antonio Rampage    | AHL         | 8   | 1  | 1  | 2   | 4   | —  | — | — | — | — |
| 2014–2015   | San Antonio Rampage    | AHL         | 73  | 22 | 25 | 47  | 66  | 3  | 1 | 1 | 2 | 0 |
| 2015–2016   | Florida Panthers       | NHL         | 23  | 1  | 4  | 5   | 14  | —  | — | — | — | — |
|             | Portland Pirates       | AHL         | 45  | 12 | 15 | 27  | 26  | 5  | 0 | 1 | 1 | 2 |
| 2016–2017   | Charlotte Checkers     | AHL         | 69  | 15 | 11 | 26  | 57  | 5  | 2 | 2 | 4 | 0 |
| 2017-2018   | Florida Panthers       | NHL         | 44  | 4  | 8  | 12  | 19  | —  | — | — | — | — |
| 2018-2019   | Milwaukee Admirals     | AHL         | 39  | 7  | 4  | 11  | 18  | —  | — | — | — | — |
|             | Hartford Wolf Pack     | AHL         | —   | —  | —  | —   | —   | —  | — | — | — | — |
| NHL totalt  | NHL totalt             | NHL totalt  | 67  | 5  | 12 | 17  | 33  | —  | — | — | — | — |
| AHL totalt  | AHL totalt             | AHL totalt  | 273 | 64 | 60 | 124 | 189 | 13 | 3 | 4 | 7 | 2 |
| NCAA totalt | NCAA totalt            | NCAA totalt | 117 | 21 | 27 | 48  | 129 | —  | — | — | — | — |
| USHL totalt | USHL totalt            | USHL totalt | 52  | 22 | 21 | 43  | 68  | —  | — | — | — | — |